# برج مدفع

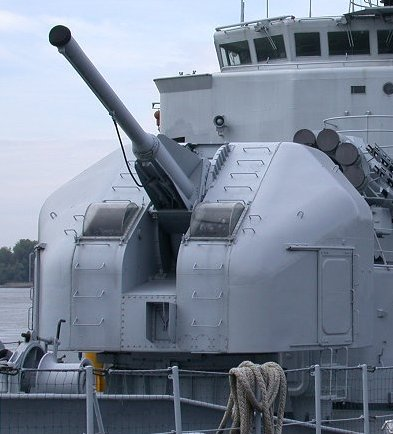
يسمح برج المدفع البحري الحديث بإطلاق المدافع عن طريق التحكم عن بعد. كما يتم غالبًا تحميل الذخيرة بواسطة آليات أوتوماتيكية.(في الصورة مدفع بحري فرنسي عيار 100 ملم على السفينة مايي-بريزيه)

برج المدفع (أو ببساطة البرج)، هو منصة تثبيت تُستخدم لإطلاق الأسلحة، حيث يوفر الحماية والرؤية، بالإضافة إلى القدرة على الدوران والتوجيه. عادةً ما يكون البرج الحديث تركيبًا دوارًا يستوعب الطاقم أو الآلية المسؤولة عن إطلاق المقذوفات، ويتيح في الوقت ذاته توجيه السلاح وإطلاقه بزاوية محددة من حيث الأفق والارتفاع (مخروط النيران).

## الوصف
تحمي أبراج المدافع الدوارة السلاح وطاقمه أثناء دورانها. بدأ استخدام مصطلح "البرج" في بداية ستينيات القرن التاسع عشر للإشارة إلى تركيب أسطواني الشكل، حيث كانت البربيتات تُستخدم كبديل للأبراج، وكانت توفر حماية ثابتة، بينما كان السلاح والطاقم على منصة دوارة داخلها. في تسعينيات القرن التاسع عشر، أضيفت أغطية مدرعة إلى البربيتات، تُعرف أيضًا باسم "بيوت المدافع"، والتي كانت تدور مع المنصة، ومن هنا جاء مصطلح "البربيت المغطى". مع بداية القرن العشرين، أصبحت هذه الأغطية تُسمى بالأبراج.

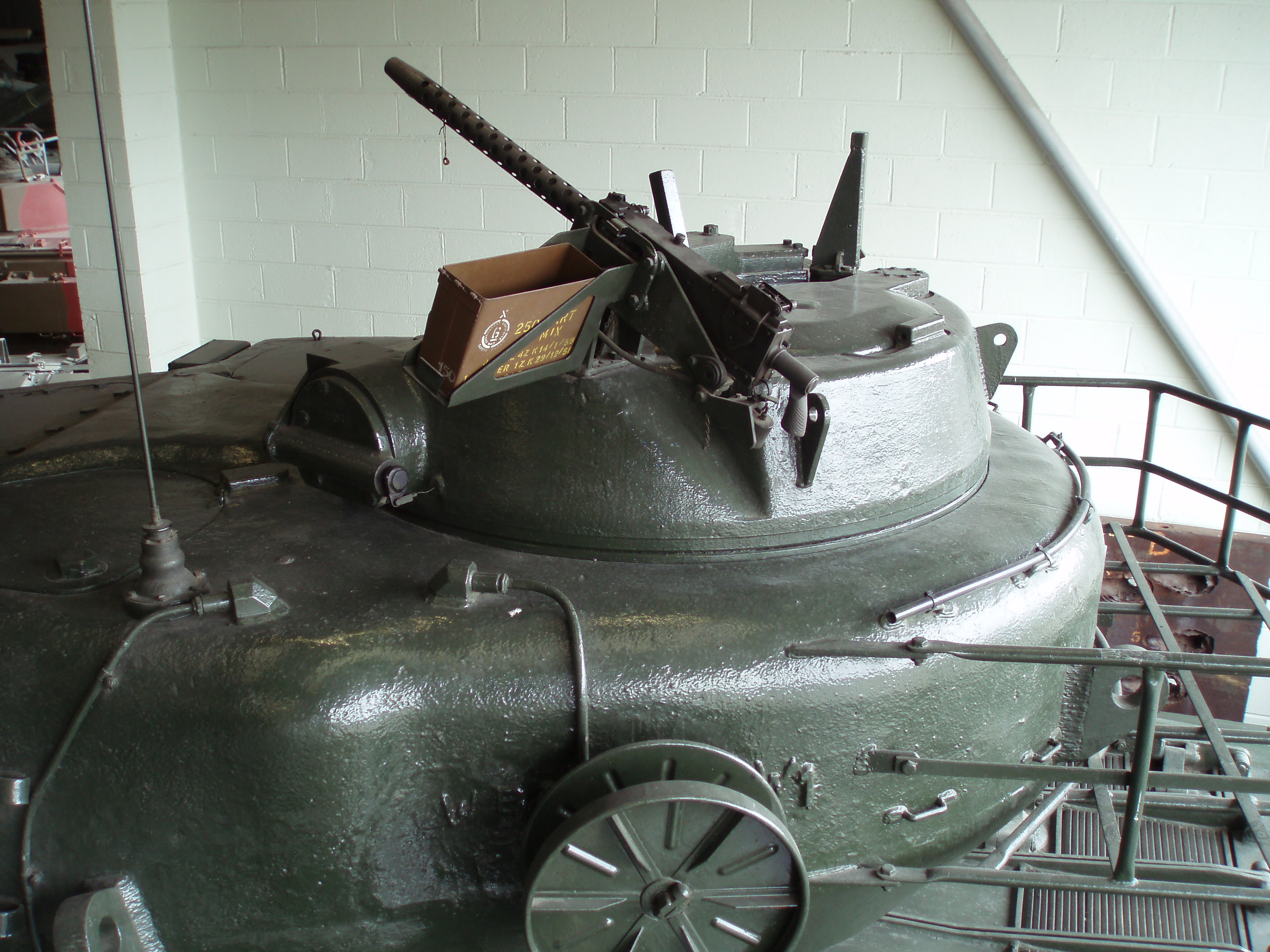
قبة قائد دبابة كونكيرور بمدفع رشاش.

تحتوي السفن الحربية الحديثة على تركيبات للمدافع تُسمى أبراجًا، على الرغم من أن "الحماية" التي توفرها تقتصر عادة على الحماية من الظروف الجوية. يمكن تركيب الأبراج الدوارة على المباني المحصنة أو الهياكل مثل الحصون الساحلية، أو أن تكون جزءًا من بطارية برية، أو تُثبت على المركبات القتالية، السفن الحربية، أو الطائرات العسكرية. قد تكون هذه الأبراج مزودة برشاشات، مدافع أوتوماتيكية، مدافع كبيرة العيار، أو قاذفات صواريخ. كما يمكن أن تكون مأهولة أو تُدار عن بُعد وغالبًا ما تكون محمية جزئيًا أو حتى مدرعة.
توفر الأبراج الحماية من أضرار المعركة أو الظروف الجوية أو البيئة العامة التي يعمل فيها السلاح أو طاقمه. اشتق مصطلح "برج" من الكلمة الفرنسية "touret" والتي تعني موقعًا وقائيًا مستقلًا يقع فوق تحصين أو جدار دفاعي، بدلاً من أن يكون متصلًا بالأرض مباشرة.

## القباب
القبة هي برج صغير، أو برج فرعي يوضع فوق برج أكبر. يُستخدم مصطلح القبة أيضًا للإشارة إلى برج دوار يحمل جهاز تصويب بدلاً من الأسلحة، مثل ذلك الذي يستخدمه قائد الدبابة.

## معرض صور

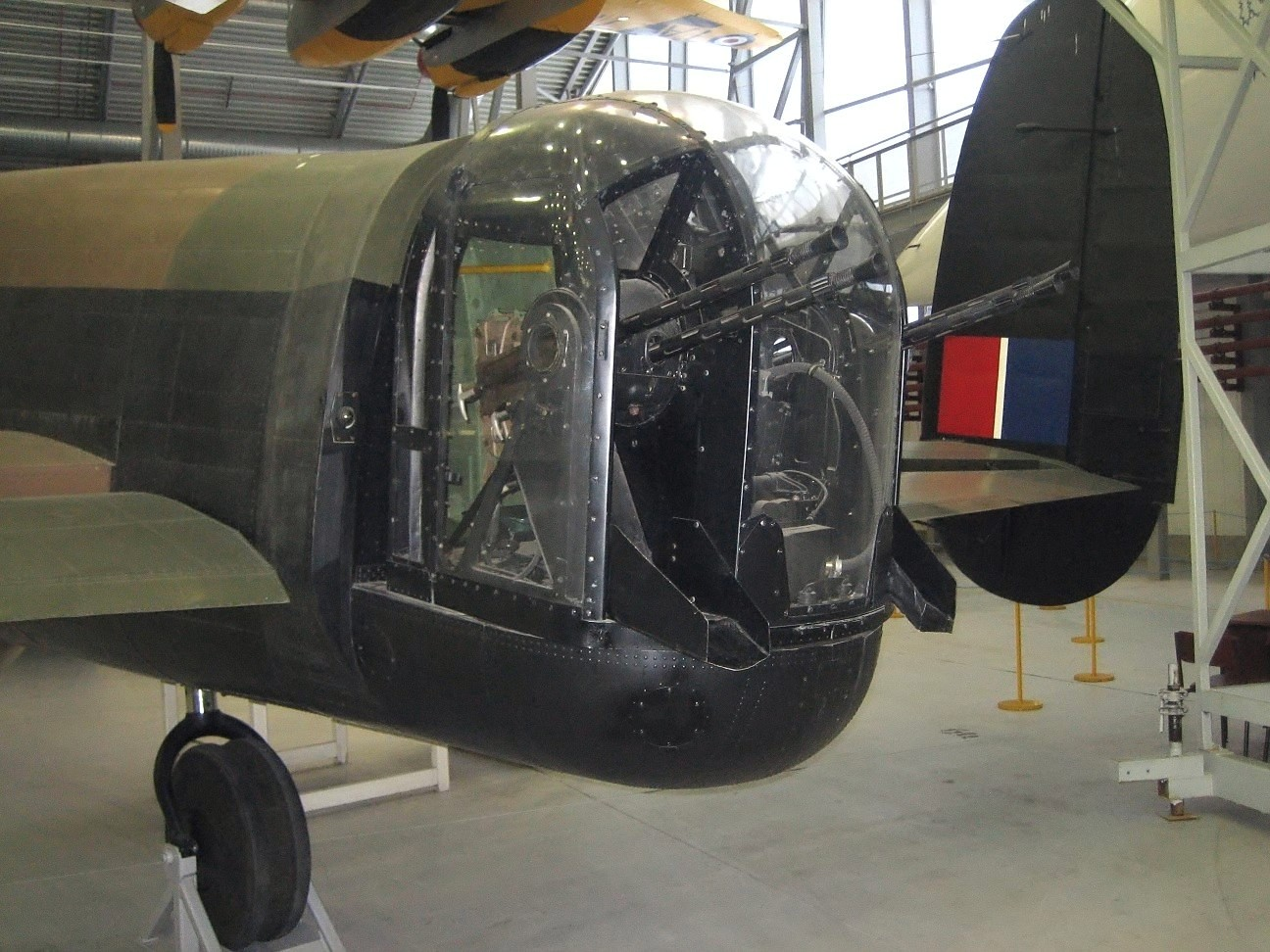
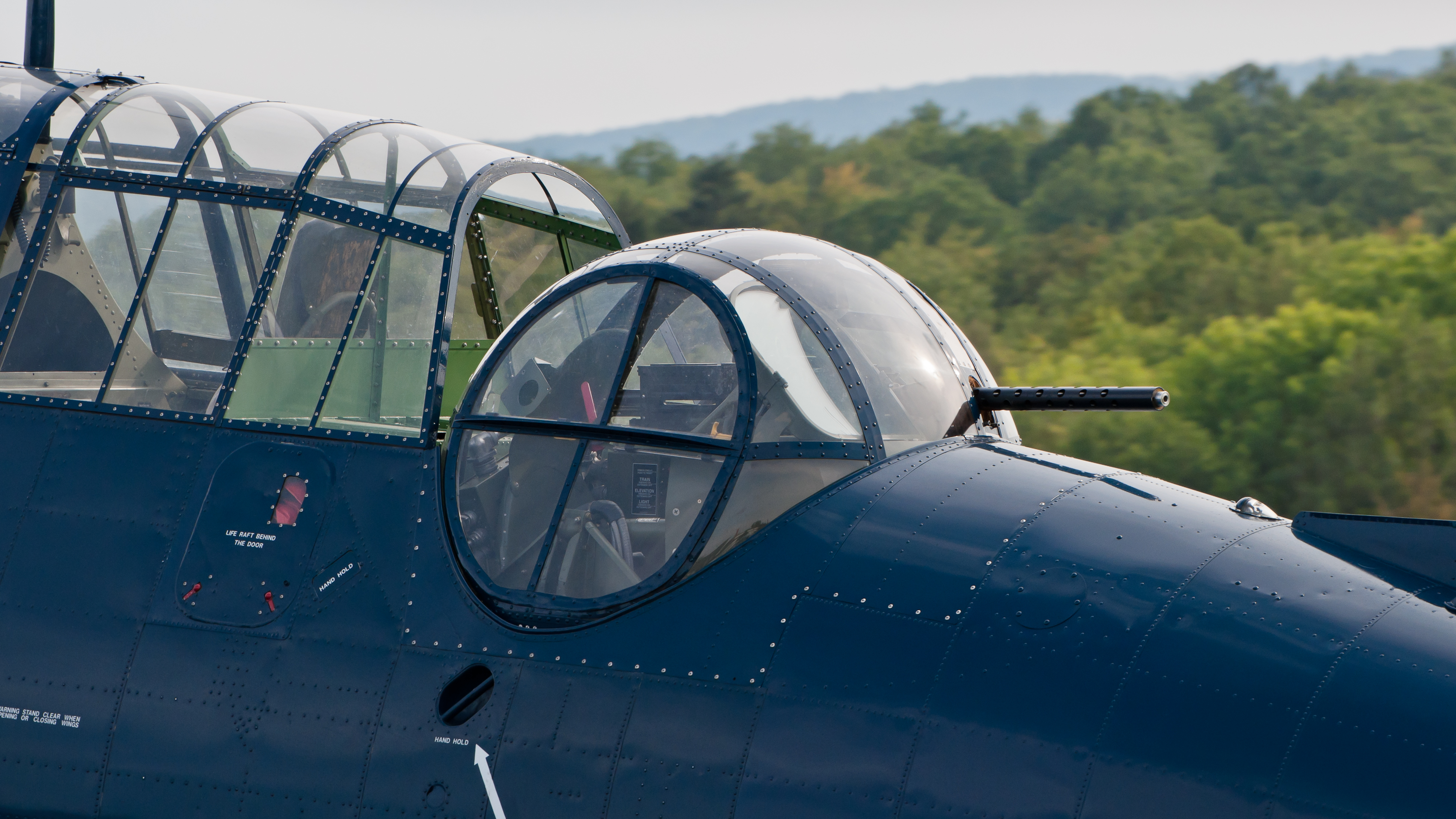
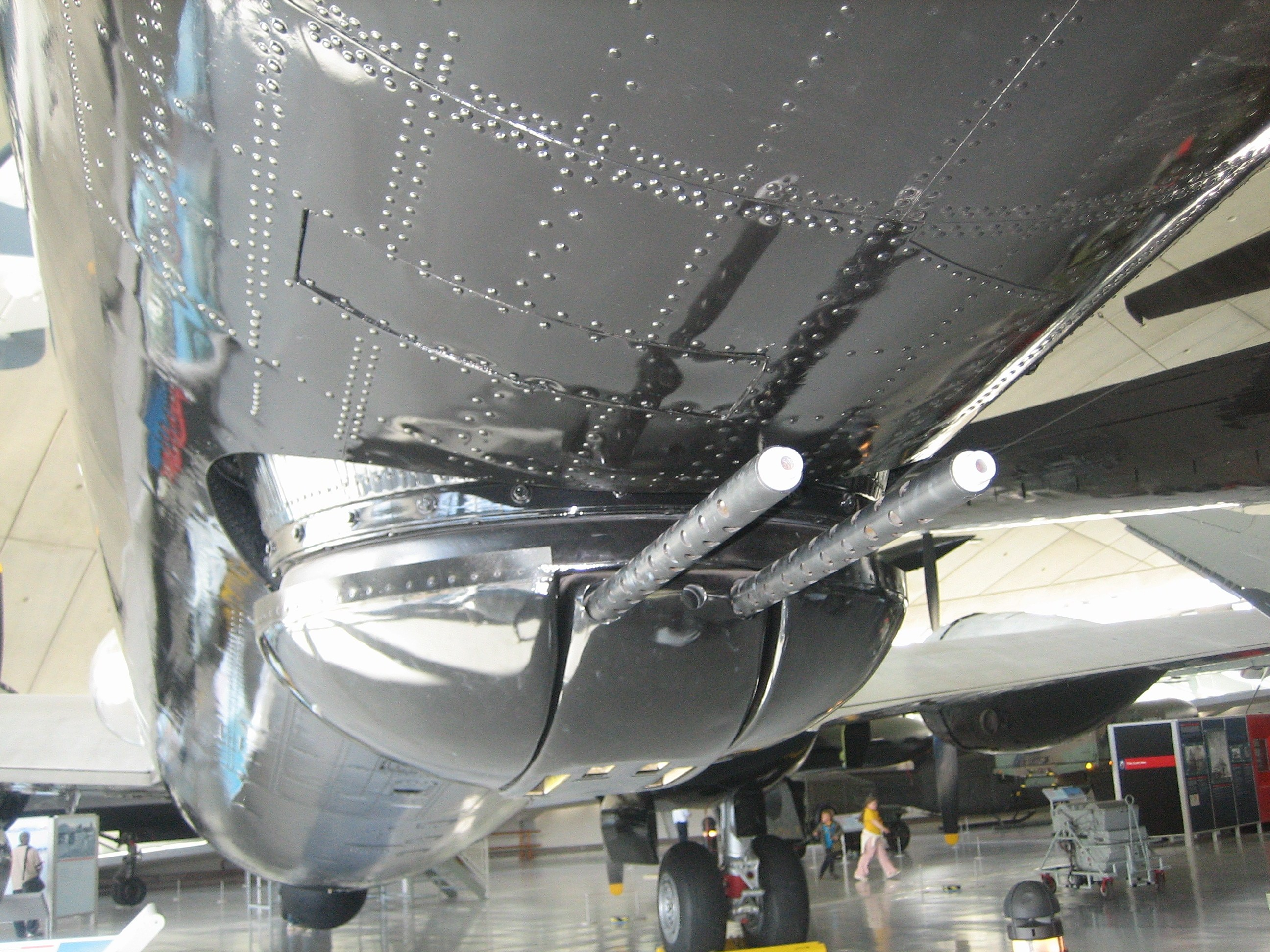
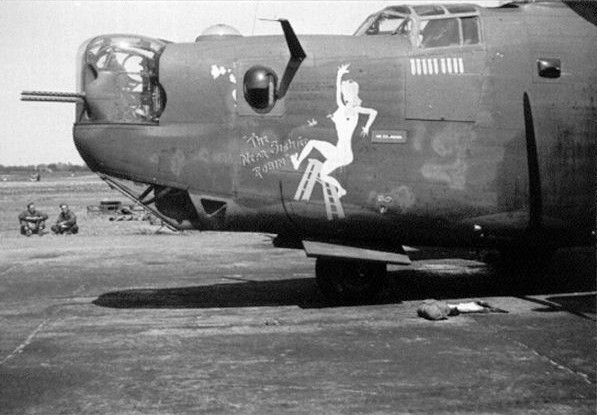
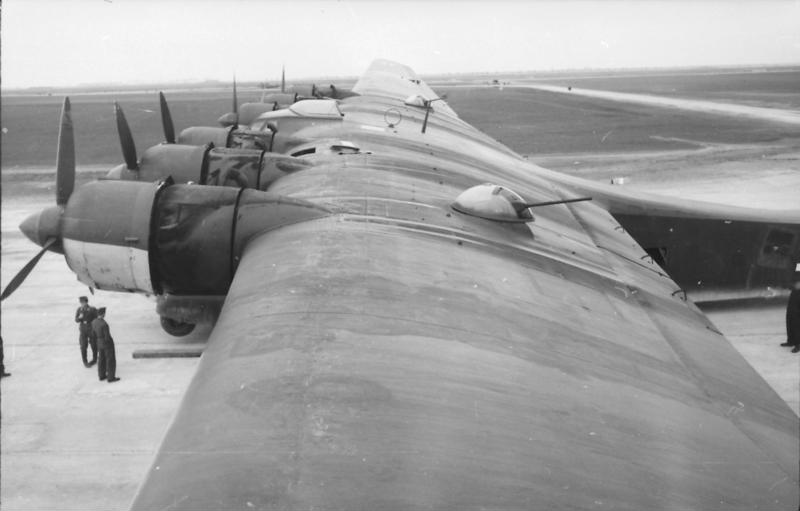
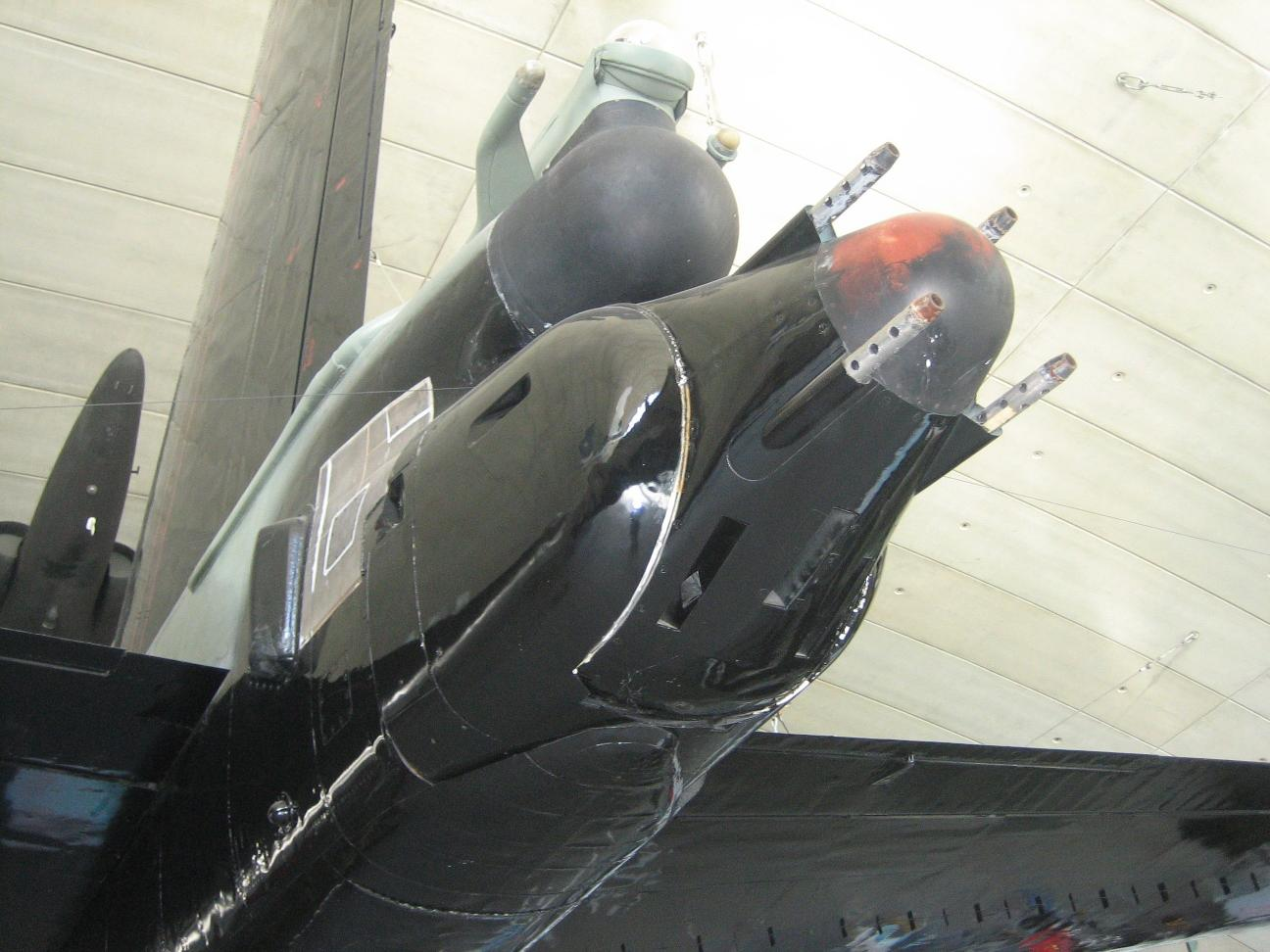